# Sherman (Connecticut)
Sherman és un poble dels Estats Units a l'estat de Connecticut. Segons el cens del 2000 tenia 3.827 habitants.

## Demografia
Segons el cens del 2000, Sherman tenia 3.827 habitants, 1.434 habitatges, i 1.092 famílies. La densitat de població era de 67,8 habitants/km².
Dels 1.434 habitatges en un 34,6% hi vivien nens de menys de 18 anys, en un 68,3% hi vivien parelles casades, en un 5,2% dones solteres, i en un 23,8% no eren unitats familiars. En el 18,8% dels habitatges hi vivien persones soles el 7,9% de les quals corresponia a persones de 65 anys o més que vivien soles. El nombre mitjà de persones vivint en cada habitatge era de 2,67 i el nombre mitjà de persones que vivien en cada família era de 3,09.
Per edats la població es repartia de la següent manera: un 26,7% tenia menys de 18 anys, un 3,2% entre 18 i 24, un 26% entre 25 i 44, un 30,9% de 45 a 60 i un 13,2% 65 anys o més.
L'edat mediana era de 42 anys. Per cada 100 dones de 18 o més anys hi havia 92,3 homes.
La renda mediana per habitatge era de 76.202 $ i la renda mediana per família de 81.996 $. Els homes tenien una renda mediana de 61.513 $ mentre que les dones 42.134 $. La renda per capita de la població era de 39.070 $. Aproximadament el 2,6% de les famílies i el 3,1% de la població estaven per davall del llindar de pobresa.